# 트레네테
트레네테(이탈리아어: trenette, 단수: trenetta 트레네타[*])는 이탈리아의 파스타이다. 면발이 얇고 판판한 것이 특징이며 리구리아주 제노아에서 많이 먹는다. 이탈리아 전역에서 볼 수 있는 요리이며 요리법도 그다지 큰 차이가 없어 파스타 요리에 빠지지 않는 종류에 해당한다.
트레네테는 전통적인 파스타의 형태로서 trenette al pesto로 불리기도 하며 물에 끓이면서 감자와 완두콩을 삶아서 같이 요리한다.

## 같이 보기
- 링귀니
- 페투치네